# Именројт
Именројт (њем. Immenreuth) општина је у њемачкој савезној држави Баварска. Једно је од 26 општинских средишта округа Тиршенројт. Према процјени из 2010. у општини је живјело 1.824 становника. Посједује регионалну шифру (AGS) 9377127.

## Географски и демографски подаци
Именројт се налази у савезној држави Баварска у округу Тиршенројт. Општина се налази на надморској висини од 504 метра. Површина општине износи 18,0 km². У самом мјесту је, према процјени из 2010. године, живјело 1.824 становника. Просјечна густина становништва износи 101 становника/km².